# Europejska Wspólnota Energii Atomowej
Europejska Wspólnota Energii Atomowej (EAEC, także Euratom) – jedna z trzech Wspólnot Europejskich, powstała na mocy traktatów rzymskich 25 marca 1957 r. (Traktat ustanawiający Europejską Wspólnotę Energii Atomowej). Decyzja o powstaniu Euratomu zapadła podczas obrad konferencji mesyńskiej w 1955 roku.
Jej instytucje pierwotnie, takie jak Rada Ministrów Euratomu, Zgromadzenie Parlamentarne Euratomu czy też Komisja na mocy tzw. traktatu fuzyjnego w 1967 r. zostały połączone z odpowiednimi organami pozostałych dwóch Wspólnot. W przeciwieństwie do Wspólnoty Europejskiej Euratom nie połączył się z Unią i zachowuje odrębną osobowość prawną, a traktat nadal obowiązuje.

## Konwencje
EWEA jest stroną międzynarodowych konwencji:
- Konwencji bezpieczeństwa jądrowego
- Konwencji o ochronie fizycznej materiałów jądrowych
- Konwencji o wczesnym powiadamianiu o awarii jądrowej
- Konwencji o pomocy w przypadku awarii jądrowej lub zagrożenia radiologicznego
- Wspólna konwencja bezpieczeństwa w postępowaniu z wypalonym paliwem jądrowym i bezpieczeństwa w postępowaniu z odpadami promieniotwórczymi

## Cele organizacji
- pokojowa współpraca w dziedzinie rozwoju technologii jądrowych,
- tworzenie i szybki rozwój przemysłu nuklearnego,
- przyczynianie się do poprawy standardów życia w państwach członkowskich poprzez swobodny rozwój technik,
- przepływ specjalistów,
- zapewnienie transportu,
- rozwój badań,
- ustalanie jednolitych standardów i norm bezpieczeństwa ochrony radiologicznej[3].

| Państwa członkowskie       |                                                                               |
| założycielskie (1957/1958) | Belgia, Włochy, Luksemburg, Holandia, Francja, Niemcy Zachodnie               |
| od 1973                    | Dania, Irlandia                                                               |
| od 1973 do 2020            | Wielka Brytania                                                               |
| od 1980                    | Hiszpania, Grecja                                                             |
| od 1995                    | Austria, Irlandia, Szwecja                                                    |
| od 2004                    | Cypr, Czechy, Estonia, Litwa, Łotwa, Malta, Polska, Słowacja, Słowenia, Węgry |
| od 2007                    | Bułgaria, Rumunia                                                             |
| od lipca 2013              | Chorwacja                                                                     |

## Przyszłość
W 2007 Komisja Europejska dokonała oceny perspektyw obowiązywania traktatu. Podsumowanie okazało się wyjątkowo korzystne dla dalszego funkcjonowania organizacji szczególnie w zakresie:
- badań,
- ochrony zdrowia,
- nadzoru,
- bezpieczeństwa dostaw energii,
- czystych źródeł energii[3].

## Dokumenty
1. Traktat ustanawiający Europejską Wspólnotę Energii Atomowej – tekst polski. eur-lex.europa.eu. [dostęp 2012-12-11].
2. Traktat ustanawiający Europejską Wspólnotę Energii Atomowej – tekst angielski. eur-lex.europa.eu. [dostęp 2012-12-11]. [zarchiwizowane z tego adresu (2007-03-31)].